# Verpeilhütte
De Verpeilhütte is een berghut in de Kaunergrat van de Ötztaler Alpen in de Oostenrijkse deelstaat Tirol. De berghut ligt op een hoogte van 2025 meter in het Verpeiltal, een uit het Kaunertal afsplitsend dal.
De berghut is eigendom van de sectie Frankfurt am Main van de Deutsche Alpenverein (DAV). De hut werd gebouwd in 1906. Tussen 1959 en 1965 werd de hut uitgebreid.
De hut is te bereiken van uit dorpscentrum van Feichten (gemeente Kaunertal), vanuit het dorpje Unterhäuser of vanaf de Verpeilalm (1835 meter).

## Bergtochten
- Rofelewand (3354 meter), vier uur
- Gsallkopf (3278 meter), vier uur
- Hochrinegg (3067 meter), drieënhalf uur
- Madatschkopf (2783 meter), twee uur
- Mittlerer Madatschturm (2837 meter)
- Mittlerer Sonnenkogel (3130 meter), vier uur
- Mooskopf (2532 meter), anderhalf uur
- Östlichter Madatschturm (2829 meter)
- Östlicher Sonnenkogel (3163 meter), vier uur
- Schwabenkopf (3379 meter), vier uur
- Schweikert (2881 meter), tweeënhalf uur
- Totenkarköpfl (3193 meter), vier uur
- Verpeilspitze (3425 meter)
- Watzespitze (3533 meter)
- Westlicher Madatschturm (2777 meter)
- Westlicher Sonnenkogel (3008 meter), vier uur